# Brazilië op de Olympische Zomerspelen 1964
Brazilië nam deel aan de Olympische Zomerspelen 1964 in Tokio, Japan. Voor de vijfde keer op rij haalde het land ten minste één medaille.

## Medailles
| Sport     | Olympiër(s)    | Onderdeel | Medaille |
| --------- | -------------- | --------- | -------- |
| Basketbal | Olympisch team | mannen    | Brons    |

## Resultaten en deelnemers

### Atletiek
| Olympiër        | Discipline       | Resultaat | Prestatie                                       |
| --------------- | ---------------- | --------- | ----------------------------------------------- |
| Aida dos Santos | hoogspringen (v) | 4e        | kwalificatie: 5e met 1,70m finale: 4e met 1,74m |

### Basketbal
| Olympiër | Discipline | Resultaat | Prestatie |
| --- | ---------- | --------- | --- |
| Amaury Antônio Pasos Wlamir Marques Ubiratan Carlos Domingo Massoni Friedrich Wilhelm Braun Carmo de Souza Jatyr Eduardo Schall Edson Bispo dos Santos Antônio Salvador Sucar Victor Mirshawska Sergio de Toledo Machado José Edvar Simões | mannen     | Brons     | groep B: 2e V van Puerto Rico: 50-58 W van Joegoslavië: 68-64 W van Zuid-Korea: 95-62 W van Finland: 61-54 W van Uruguay: 80-68 V van Verenigde Staten: 53-86 W van Australië: 69-57 halve finale: V van Sovjet-Unie: 47-53 bronzen finale: W van Puerto Rico: 76-60 |

| Voorronde Groep B |                  |             |             |             |        |        |        |        |
| #                 | Land             | Wedstrijden | Wedstrijden | Wedstrijden | Punten | Punten | Punten | Punten |
| #                 | Land             | G           | W           | V           | V      | T      | Saldo  | Punten |
| 1                 | Verenigde Staten | 7           | 7           | 0           | 569    | 333    | +236   | 14     |
| 2                 | Brazilië         | 7           | 5           | 2           | 473    | 452    | +21    | 12     |
| 3                 | Joegoslavië      | 7           | 5           | 2           | 529    | 453    | +76    | 12     |
| 4                 | Uruguay          | 7           | 4           | 3           | 472    | 482    | -10    | 11     |
| 5                 | Finland          | 7           | 3           | 4           | 409    | 475    | -66    | 10     |
| 6                 | Australië        | 7           | 2           | 5           | 434    | 460    | -26    | 9      |
| 7                 | Puerto Rico      | 7           | 2           | 5           | 431    | 453    | -24    | 9      |
| 8                 | Zuid-Korea       | 7           | 0           | 7           | 432    | 641    | -209   | 7      |

| Ronde          | Datum | Plaats           | Land  | Score       | Land |
| -------------- | ----- | ---------------- | ----- | ----------- | ---- |
| Groepsfase     |       |                  |       |             |      |
| 11 oktober     | Tokio | Brazilië         | 50-58 | Puerto Rico |      |
| 12 oktober     | Tokio | Brazilië         | 68-64 | Joegoslavië |      |
| 13 oktober     | Tokio | Zuid-Korea       | 65-92 | Brazilië    |      |
| 14 oktober     | Tokio | Finland          | 54-61 | Brazilië    |      |
| 16 oktober     | Tokio | Uruguay          | 68-80 | Brazilië    |      |
| 17 oktober     | Tokio | Verenigde Staten | 86-53 | Brazilië    |      |
| 18 oktober     | Tokio | Brazilië         | 69-57 | Australië   |      |
| Halve finale   |       |                  |       |             |      |
| 23 oktober     | Tokio | Sovjet-Unie      | 63-57 | Brazilië    |      |
| Bronzen finale |       |                  |       |             |      |
| 23 oktober     | Tokio | Puerto Rico      | 60-76 | Brazilië    |      |

### Boksen
| Olympiër               | Discipline  | Resultaat | Prestatie |
| ---------------------- | ----------- | --------- | --- |
| Joao Henrique da Silva | -63,5kg (m) | 5e        | 1e ronde: W van CHN Pin Cheng: scheidsrechterlijke beslissing 2e ronde: W van IRI Nadimi: 3-2 kwartfinale: V van GHA Blay: 0-5 |
| Luiz Fabre             | -71kg (m)   | 17e       | 1e ronde: V van RAU Elnahas: 1-4                                                                                               |
| Luiz Fabre             | -75kg (m)   | 9e        | 1e ronde: vrij 2e ronde: V van ITA Valle: 1-4                                                                                  |

### Judo
| Olympiër        | Discipline | Resultaat | Prestatie                                                                  |
| --------------- | ---------- | --------- | -------------------------------------------------------------------------- |
| Lhofei Shiozawa | -80kg (m)  | 5e        | groep E: 1e met 3 overwinningen kwartfinale: V van KOR Eui-Tae: awase-waza |

### Moderne vijfkamp
| Olympiër     | Discipline  | Resultaat | Prestatie |
| ------------ | ----------- | --------- | --- |
| Jose Pereira | individueel | 28e       | paardensport: 36e in 3.16,9 (940 punten) schermen: 22e met 17 overwinningen (640 punten) schietsport: 16e met 192 punten (940 punten) zwemmen: 10e in 3.55,9 (1025 punten) atletiek: 33e in 16.29,1 (733 punten) totaal: 4278 punten |

### Paardensport
| Olympiër       | Discipline     | Resultaat      | Prestatie                                                                             |
| Springconcours | Springconcours | Springconcours | Springconcours                                                                        |
| -------------- | -------------- | -------------- | ------------------------------------------------------------------------------------- |
| Nelson Pessoa  | individueel    | 5e             | 1e ronde: 6e met 12 strafpunten 2e ronde: 3e met 8 strafpunten totaal: 20 strafpunten |

### Voetbal
| Olympiër | Discipline | Resultaat | Prestatie                                                                                                 |
| --- | ---------- | --------- | --- |
| Florisvaldo Barreto Maurício Barros José Luiz Pereira Valdez Quirino Lemos Adevaldo Virgílio Netto Íris Pereira de Souza Roberto Miranda José Roberto Marques Geraldo Teixeira Ivo Soares Adamar Francisco Caravetti Hélio Dias de Oliveira Rivadávio Alves Pereira Dimas Filgueiras Filho Humberto André Redes Filho Antônio Mattar Neto Nílton Rosa Elizeu Godoy Othon Valentim Filho Nélio dos Santos Pereira | mannen     | 9e        | groep C: 3e G tegen Verenigde Arabische Republiek: 1-1 W van Zuid-Korea: 4-0 V van Tsjecho-Slowakije: 0-1 |

| Groep C |                               |             |             |             |             |            |            |            |        |
| #       | Land                          | Wedstrijden | Wedstrijden | Wedstrijden | Wedstrijden | Doelpunten | Doelpunten | Doelpunten | Punten |
| #       | Land                          | G           | W           | G           | V           | V          | T          | Saldo      | Punten |
| 1       | Tsjecho-Slowakije             | 3           | 3           | 0           | 0           | 12         | 2          | +10        | 6      |
| 2       | Verenigde Arabische Republiek | 3           | 1           | 1           | 1           | 12         | 6          | +6         | 3      |
| 3       | Brazilië                      | 3           | 1           | 1           | 1           | 5          | 2          | +3         | 3      |
| 4       | Zuid-Korea                    | 3           | 0           | 0           | 3           | 1          | 20         | –19        | 0      |

| Ronde      | Datum    | Plaats            | Land | Score                         | Land |
| ---------- | -------- | ----------------- | ---- | ----------------------------- | ---- |
| Groepsfase |          |                   |      |                               |      |
| 12 oktober | Tokio    | Brazilië          | 1-1  | Verenigde Arabische Republiek |      |
| 14 oktober | Yokohama | Brazilië          | 4-0  | Zuid-Korea                    |      |
| 16 oktober | Saitama  | Tsjecho-Slowakije | 1-0  | Brazilië                      |      |

### Volleybal
| Olympiër | Discipline | Resultaat | Prestatie |
| --- | ---------- | --------- | --- |
| Victor Barcellos Borges José da Costa Décio de Azevedo Hamilton de Oliveira Pedro Barbosa de Oliveira Feitosa João Cláudio França Giuseppe Mezzasalma Emanuel Newdon Carlos Arthur Nuzman José Ramalho Marco Antônio Volpi | mannen     | 7e        | groepsfase: 7e V van Bulgarije: 0-3 (14-16, 10-15, 6-15) V van Roemenië: 0-3 (6-15, 5-15, 5-15) V van Nederland: 2-3 (16-14, 11-15, 12-15, 15-6, 14-16) W van Zuid-Korea: 3-1 (15-12, 15-8, 14-16, 16-14) W van Hongarije: 3-2 (15-4, 13-15, 11-15, 16-14, 15-11) V van Tsjecho-Slowakije: 0-3 (5-15, 6-15, 10-15) V van Japan: 2-3 (12-15, 9-15, 15-12, 15-7, 11-15) W van Verenigde Staten: 3-2 (5-15, 11-15, 15-9, 15-6, 15-9) V van Sovjet-Unie: 0-3 (7-15, 6-15, 9-15) |

| Groep B |                   |             |             |             |             |             |             |        |        |        |        |
| #       | Land              | Wedstrijden | Wedstrijden | Wedstrijden | Wedstrijden | Wedstrijden | Wedstrijden | Punten | Punten | Punten | Punten |
| #       | Land              | G           | W           | V           | SW          | SV          | SR          | SPW    | SPL    | Saldo  | Punten |
| 1       | Sovjet-Unie       | 9           | 8           | 1           | 25          | 5           | +20         | 415    | 279    | +136   | 17     |
| 2       | Tsjecho-Slowakije | 9           | 8           | 1           | 26          | 10          | +16         | 486    | 399    | +87    | 17     |
| 3       | Japan             | 9           | 7           | 2           | 22          | 12          | +10         | 475    | 372    | +105   | 16     |
| 4       | Roemenië          | 9           | 6           | 3           | 19          | 15          | +4          | 432    | 394    | +38    | 15     |
| 5       | Bulgarije         | 9           | 5           | 4           | 20          | 16          | +4          | 464    | 429    | +35    | 14     |
| 6       | Hongarije         | 9           | 4           | 5           | 18          | 18          | 0           | 449    | 466    | -17    | 13     |
| 7       | Brazilië          | 9           | 3           | 6           | 13          | 23          | -10         | 410    | 474    | -64    | 12     |
| 8       | Nederland         | 9           | 2           | 7           | 11          | 24          | -13         | 378    | 482    | -104   | 11     |
| 9       | Verenigde Staten  | 9           | 2           | 7           | 10          | 23          | -13         | 360    | 450    | -90    | 11     |
| 10      | Zuid-Korea        | 9           | 0           | 9           | 9           | 27          | -16         | 376    | 500    | -124   | 9      |

| Ronde      | Datum | Plaats            | Land | Score            | Land |
| ---------- | ----- | ----------------- | ---- | ---------------- | ---- |
| Groepsfase |       |                   |      |                  |      |
| 13 oktober | Tokio | Bulgarije         | 3-0  | Brazilië         |      |
| 14 oktober | Tokio | Roemenië          | 3-0  | Brazilië         |      |
| 15 oktober | Tokio | Nederland         | 3-2  | Brazilië         |      |
| 17 oktober | Tokio | Brazilië          | 3-1  | Zuid-Korea       |      |
| 18 oktober | Tokio | Brazilië          | 3-2  | Hongarije        |      |
| 19 oktober | Tokio | Tsjecho-Slowakije | 3-0  | Brazilië         |      |
| 21 oktober | Tokio | Japan             | 3-2  | Brazilië         |      |
| 22 oktober | Tokio | Brazilië          | 3-2  | Verenigde Staten |      |
| 23 oktober | Tokio | Sovjet-Unie       | 3-0  | Brazilië         |      |

### Waterpolo
| Olympiër | Discipline | Resultaat | Prestatie                                                                           |
| --- | ---------- | --------- | ----------------------------------------------------------------------------------- |
| Rodney Bell Ivo Carotini Paulo Carotini Osvaldo Cochrane Filho Luiz Daniel Márvio dos Santos João Gonçalves Filho Adhemar Grijó Filho Ney Nogueira Pedro Pinciroli Júnior Aladar Szabo | mannen     | 13e       | groep C: 4e V van Nederland: 2-3 V van Verenigde Staten: 1-7 V van Joegoslavië: 0-8 |

| Groep C |                  |             |             |             |             |            |            |            |        |
| #       | Land             | Wedstrijden | Wedstrijden | Wedstrijden | Wedstrijden | Doelpunten | Doelpunten | Doelpunten | Punten |
| #       | Land             | G           | W           | G           | V           | V          | T          | Saldo      | Punten |
| 1       | Joegoslavië      | 3           | 3           | 0           | 0           | 17         | 3          | +14        | 6      |
| 2       | Nederland        | 3           | 2           | 0           | 1           | 11         | 13         | -2         | 4      |
| 3       | Verenigde Staten | 3           | 1           | 0           | 2           | 12         | 9          | +3         | 2      |
| 4       | Brazilië         | 3           | 0           | 0           | 3           | 3          | 18         | -15        | 0      |

| Ronde      | Datum | Plaats           | Land | Score     | Land |
| ---------- | ----- | ---------------- | ---- | --------- | ---- |
| Groepsfase |       |                  |      |           |      |
| 11 oktober | Tokio | Brazilië         | 2-3  | Nederland |      |
| 12 oktober | Tokio | Verenigde Staten | 7-1  | Brazilië  |      |
| 13 oktober | Tokio | Joegoslavië      | 8-0  | Brazilië  |      |

### Zeilen
| Olympiër                            | Discipline      | Resultaat | Prestatie                         |
| ----------------------------------- | --------------- | --------- | --------------------------------- |
| Jörg Bruder                         | finn            | 7e        | 4956 punten: (19-8-5-12-10-6-2)   |
| Klaus Hendriksen Joaquim Roderbourg | flying dutchman | 16e       | 2147 punten: (12-12-9-14-17-17-8) |
| Harry Adler Luiz Ramos              | star            | 11e       | 2221 punten: (10-6-DNF-12-9-9-10) |

### Zwemmen
| Olympiër                                                               | Discipline            | Resultaat | Prestatie             |
| ---------------------------------------------------------------------- | --------------------- | --------- | --------------------- |
| Athos de Oliveira                                                      | 100m vrije slag (m)   | 25e       | serie 1: 3e in 56,0   |
| Mauri Fonseca                                                          | 100m vrije slag (m)   | 59e       | serie 5: 7e in 59,6   |
| Álvaro Pires                                                           | 100m vrije slag (m)   | 36e       | serie 2: 5e in 56,8   |
| Farid Zablith Filho                                                    | 200m schoolslag (m)   | 25e       | serie 1: 4e in 2.45,2 |
| Athos de Oliveira Filho Farid Zablith Filho Mauri Fonseca Álvaro Pires | 4x100m wisselslag (m) | 13e       | serie 1: 6e in 4.21,2 |

Afghanistan · Algerije · Argentinië · Australië · Bahama's · België · Bermuda · Birma · Bolivia · Brazilië · Brits-Guiana · Bulgarije · Cambodja · Canada · Ceylon · Chili · Colombia · Congo-Brazzaville · Costa Rica · Cuba · Denemarken · Dominicaanse Republiek · Duits eenheidsteam · Ethiopië · Filipijnen · Finland · Frankrijk · Ghana · Griekenland · Groot-Brittannië · Hongarije · Hongkong · Ierland · IJsland · India · Irak · Iran · Israël · Italië · Ivoorkust · Jamaica · Japan · Joegoslavië · Kameroen · Kenia · Libanon · Liberia · Libië · Liechtenstein · Luxemburg · Madagaskar · Maleisië · Mali · Marokko · Mexico · Monaco · Mongolië · Nederland · Nederlandse Antillen · Nepal · Nieuw-Zeeland · Niger · Nigeria · Noord-Rhodesië · Noorwegen · Oeganda · Oostenrijk · Pakistan · Panama · Peru · Polen · Portugal · Puerto Rico · Roemenië · Senegal · Sovjet-Unie · Spanje · Taiwan · Tanganyika · Thailand · Trinidad en Tobago · Tsjaad · Tsjecho-Slowakije · Tunesië · Turkije · Uruguay · Venezuela · Verenigde Arabische Republiek · Verenigde Staten · Vietnam · Zuid-Korea · Zuid-Rhodesië · Zweden · Zwitserland